# 特捜班CI-5
特捜班CI-5（The Professsionals)はイギリスの刑事アクションテレビドラマ。本国では民放最大手局、ITVの系列局、ロンドン・ウィークエンド・テレヴィジョン(LWT)が制作した。

## 概要
イギリス内閣に直結する特別犯罪捜査班"CI-5"（Criminal Intelligence 5:クリミナル・インテリジェンス・ファイブ）のエージェントが、ソ連や共産圏のスパイ・テロリスト集団、麻薬組織などを向こうに回し、国家の保安のためにあらゆる犯罪に挑むアクションシリーズ。
イギリス本国でITVが1978年から1983年まで全5シーズン、57話を放送し、最終シーズンでは世帯視聴率70%以上を記録した。
日本では1980年代初頭に名古屋CBCから放送が開始され、全国のローカル局が順次放送するなか、これまでのアクション・ドラマの常識を覆す面白さが話題となり、海外ドラマファンのなかでも熱狂的な支持者がついている。

## 登場人物
コーレイ部長
演：ゴードン・ジャクソン Gordon Jackson、吹替：森山周一郎
ドイル
演：マーティン・ショウ Martin Shaw、吹替：野島昭生
ボーディ
演：ルイス・コリンズ Lewis Collins、吹替：若本紀昭（現：若本規夫）

## ネット局
- 中部日本放送
- 東京放送
- 長野放送：日曜 0:45 - 1:40[1]
- 中国放送